# Веретенинский сельсовет
Верете́нинский сельсове́т — сельское поселение в Железногорском районе Курской области России.
Административный центр — деревня Веретенино.

## География
Расположен в центральной части района. Граничит с городским округом Железногорск (на севере), Андросовским сельсоветом (на востоке), Рышковским сельсоветом (на юго-востоке), Михайловским сельсоветом (на юге) и Разветьевским сельсоветом (на западе).

## История
Образован в 1918 году в составе Веретенинской волости Дмитровского уезда Орловской губернии. После упразднения Веретенинской волости, в 1923—1928 годах, входил в состав Долбенкинской волости. В 1926 году в состав сельсовета входило 16 населённых пунктов: деревня Веретенино, село Гнань, посёлки Большой Дуб, Звезда, Золотой, Каменец, Кнея, Комарой, Липовец, Опажье, Погорелый, Понашевка, Рынок, Сторж, Фроловка, Холстинка. Также на территории сельсовета располагалась Веретенинская водяная мельница, Лобановская лесная дача и несколько лесоразработок в урочище Отъезжее.
В 1928 году сельсовет вошёл в состав Михайловского (ныне Железногорского) района. 12 февраля 1929 года из Веретенинского сельсовета в новообразованный Остаповский сельсовет было передано село Гнань и посёлки Кнея и Комарой.
В 1959 году был упразднён, населённые пункты сельсовета вошли в состав Михайловского и вновь образованного в этом же году Остаповского сельсоветов.
В 1984 году образован вновь путём выделения из Михайловского сельсовета.
Статус и границы сельского поселения установлены Законом Курской области от 21 октября 2004 года № 48-ЗКО «О муниципальных образованиях Курской области».

## Состав сельского поселения
| № | Населённый пункт | Тип населённого пункта          | Население |
| - | ---------------- | ------------------------------- | --------- |
| 1 | Веретенино       | деревня, административный центр | ↘371      |
| 2 | Гнань            | село                            | ↘45       |
| 3 | Горняцкий        | посёлок                         | ↗369      |
| 4 | Долгая Щека      | посёлок                         | ↘58       |
| 5 | Золотой          | посёлок                         | ↘16       |
| 6 | Рынок            | посёлок                         | ↗9        |
| 7 | Сторж            | посёлок                         | ↘17       |

## Население
| 2002 | 2010 | 2012 | 2013 | 2014 | 2015 | 2016 |
| ---- | ---- | ---- | ---- | ---- | ---- | ---- |
| 950  | ↘885 | ↗890 | ↗898 | ↗932 | ↘922 | ↘899 |
| 2017 | 2018 | 2019 | 2020 | 2021 |      |      |
| ↘897 | ↗909 | ↘890 | ↘853 | ↗999 |      |      |

## Главы сельсовета
Список неполный:
- Никулин (1928—1930)
- Котов (1931)
- Зарубин (1932)
- Воеводкин (1933)
- Евстратов Александр Власович (1939—1941)
- Абросимов (1941)
- Бобков Кузьма Алексеевич (1943—1949)
- Захаров Николай Иванович (1949—1953)
- Никулин Пётр Павлович (1953—1955)
- Захаров Николай Иванович (1955—1957)
- Жданов Григорий Семёнович (1957—1959)
- Ляпин Николай Иванович (1984—1989)
- Бакалдин Леонид Иванович (1989—1991)
- Ляпин Николай Иванович (1991—1995)
- Фёдоров Евгений Григорьевич (1995—1996)
- Косинова Елена Михайловна (1996—2018)
- Нефедова Вера Викторовна (2018 — н.в)